# Saarijärvi (sjö i Finland, Lappland, lat 66,30, long 28,45)
Saarijärvi är en sjö i Finland. Den ligger i kommunen Posio i landskapet Lappland, i den norra delen av landet, 700 km norr om huvudstaden Helsingfors. Saarijärvi ligger 268,5 meter över havet. Arean är 45,1 hektar och strandlinjen är 4,7 kilometer lång. Sjön  ingår i Kemi älvs huvudavrinningsområde. 